# Abdullah Morad
Abdullah Morad (Arabic:عبد الله مراد) (sinh ngày 8 tháng 5 năm 1990) là một cầu thủ bóng đá người Các Tiểu vương quốc Ả Rập Thống nhất. Hiện tại anh thi đấu cho Ittihad Kalba.